# Bergslagens folkhögskola
Bergslagens folkhögskola var en folkhögskola belägen i Norberg, som var en filial till Västerås folkhögskola. I december 2021 meddelades att skolan ska avvecklas.
Skolan grundades den 1 januari 2008 och drevs som en ideell förening. Skolan hette tidigare Skinnskattebergs folkhögskola. Bergslagens folkhögskola låg från början i Skinnskattebergs folkhögskolas gamla lokaler. Den flyttade till Norberg år 2010, där man bland annat haft arbetsmarknadsutbildningar och en teaterlinje. Skolan har haft problem med vikande elevunderlag, och i december 2021 meddelades att skolan ska avvecklas.
Skolans huvudman är föreningen Bergslagens folkhögskola. Den föreningen består av ABF Västerås, ABF Västmanland, ABF Västra Västmanland, LO-distriktet i Mellansverige, Hyresgästföreningen Aros-Gävle, IF Metall Mälardalen, IF Metall Bergslagen, Handelsanställdas förbund avd 18 och Teatermaskinen.